# بوبي فلين
بوبي فلين (بالإنجليزية: Bobby Flynn)‏ هو مغني وكاتب أغاني أسترالي، ولد في 22 يناير 1981.

## وصلات خارجية
- بوبي فلين على موقع IMDb (الإنجليزية)
- بوبي فلين على موقع ميوزك برينز (الإنجليزية)
- بوبي فلين على موقع ديسكوغز (الإنجليزية)